# Susanne Wolff
Susanne Wolff (Bielefeld, 1 de maio de 1973) é uma atriz alemã. Seus papeis incluem a série de televisão Morgen hör ich auf e os filmes Styx (2018) e The Stranger in Me (2008).

## Filmografia parcial
- 2006: Vineta
- 2007: Bis zum Ellenbogen
- 2008: The Stranger in Me
- 2011: The Three Musketeers
- 2012: Mobbing
- 2014: Über-Ich und Du
- 2016: Hedda
- 2017: Return to Montauk
- 2018: Styx
- 2018: Nichts zu verlieren
- 2023: Sisi & I